# 新庄運転区
新庄運転区（しんじょううんてんく）は、山形県新庄市にかつて存在した東日本旅客鉄道（JR東日本）東北本部の運転士が所属する組織である。2022年9月30日限りで廃止し、現在は新庄統括センター。
構内には転車台が存在し、SLの運行時に使用されている。

## 歴史
- 1903年（明治36年）6月 - 新庄機関庫として設置[1]。
- 1987年（昭和62年）
  - 3月1日 - 新庄運転区に改称[2][3]。
  - 4月1日 - 国鉄分割民営化により東日本旅客鉄道が継承。秋田支社の管轄となる。
- 1988年 - 秋田支社から東北地域本社（現・仙台支社→東北本部）へ移管。
- 2022年10月1日 - 新庄統括センター（新庄、新庄運輸区の統合）が発足。当区は廃止。

## 配置車両
2005年までマニ50形客車、ワム80000形貨車が配置されていたが、2006年4月現在配置車両はない。ただし、奥羽本線・山形新幹線車両の仕業検査は引き続き行っており、限定運転士が配置されている。
配置車両の車体には「仙シウ」の略号が記されていた。これは仙台支社を意味する「仙」と、新庄を意味する「シウ」を合わせたものである。